# Emil Loteanu
Emil Loteanu (6. listopadu 1936, Clocusna – 18. dubna 2003, Moskva) byl moldavský filmový režisér a básník, režisér filmu Cikáni jdou do nebe z roku 1975.

## Život
V letech 1953-1955 studoval herectví a jako herec i působil, v období 1952 až 1954 hrál v Puškinově divadle. Nakonec dal ale přednost filmové režii, kterou vystudoval na Gerasimovově univerzitě filmového umění v Moskvě. Absolvoval roku 1962.
Do roku 1973 pak pracoval v Moldova-filmu. Zde natočil například snímky Rudé stráně (Krasnyje poljany, 1966) a Šumaři (Lăutarii, 1971). Šumaři získali cenu na festivalu v San Sebastinu.
Největšího úspěchu však dosáhl, když přešel do Mosfilmu. Jeho prvním a nejslavnějším dílem, které zde vytvořil, byl muzikál Cikáni jdou do nebe (Tabor uchodit v něbo, 1975). Film, který se inspiroval povídkou Maxima Gorkého Makar Čudra, získal i mezinárodní ohlas, mj. díky Loteanově práci s barvami a samozřejmě se slavnou hudbou Jevgenie Dogy, který napsal hudbu již k Šumařům. Tématem filmu byl romský folklór a jemu se věnoval i v dalším filmu Drama na lovu (Moj laskovyj i něžnyj zvěr, 1978), když i tentokrát vsadil na klasickou předlohu, na prózu Antona Pavloviče Čechova. Posledním známým snímkem, natočeným v Mosfilmu, byl životopis baletky Anny Pavlovové z roku 1983.
Poté se vrátil do Moldova-filmu a také točil pro moldavskou televizi.

## Vyznamenání
- Řád republiky – Moldavsko, 2000[2]